# Colegio de Ingenieros del Perú
El Colegio de Ingenieros del Perú es una entidad gremial creada el 8 de junio de 1962 por la Ley de la República N.º 14086, y que agrupa a los profesionales peruanos en la rama de la Ingeniería.

## Historia
En la Primera Conferencia Nacional de Ingeniería realizada en 1932 por la Sociedad de Ingenieros del Perú se propone la creación del Colegio de Ingenieros del Perú. Esta propuesta no prosperó hasta que luego de 30 años se cristaliza su creación ante la necesidad de colegiación de los ingenieros peruanos.
Con el tenaz esfuerzo del ingeniero Enrique Martinelli, Senador de la República, y de la Directiva de la Sociedad de Ingenieros del Perú se logra que el 8 de junio de 1962 se promulgue la Ley N.º 14086 de Creación del Colegio de Ingenieros del Perú, durante el segundo gobierno del Presidente Manuel Prado Ugarteche, llevando su rúbrica y la del ingeniero Jorge Grieve, expresidente de la Sociedad de Ingenieros del Perú en 1961.
En 1986, el Consejo Nacional presidido por el ingeniero Gonzalo García Núñez ante las diferentes modificaciones que tenía el estatuto, plantea elaborar un nuevo estatuto y gestiona una nueva ley para el Colegio de Ingenieros del Perú, que permita la descentralización y autonomía de los Consejos Departamentales.
El 20 de enero de 1987, el Congreso de la República aprueba la Ley N.º 24648, modificando la Ley N.º 14086 que creó el Colegio de Ingenieros del Perú.

## Sede nacional

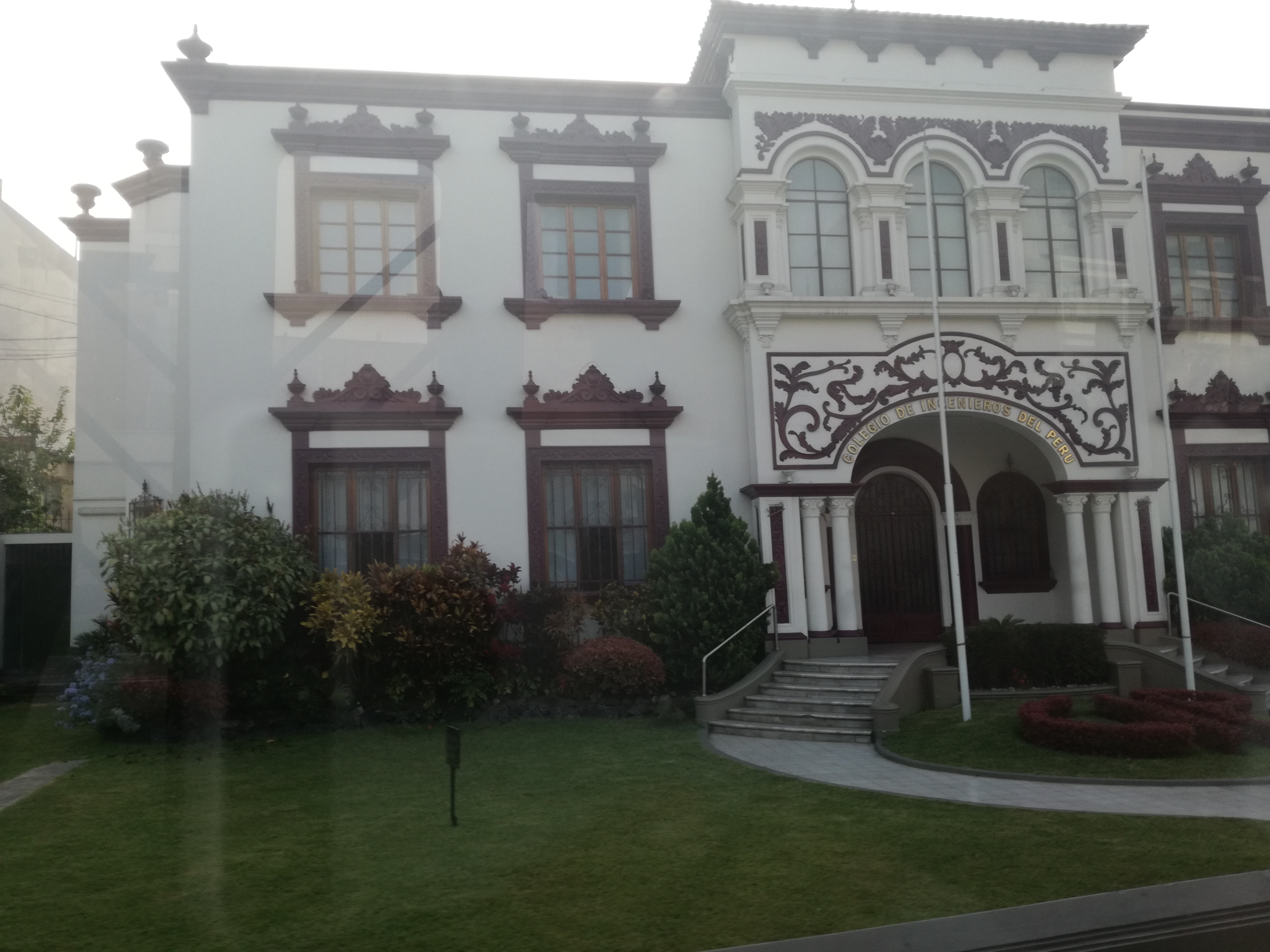
Sede del Colegio de Ingenieros del Perú en Miraflores

La sede del Consejo Nacional está en la Avenida Arequipa 4947, en el distrito de Miraflores, Lima.

## Consejo Nacional
La orden es regida por una directiva o Consejo Nacional que se elige cada dos años.El Consejo Nacional del período 2019-2021 es el siguiente:
| Cargo                          | Nombre                           |
| ------------------------------ | -------------------------------- |
| Decano Nacional                | Carlos Fernando Herrera Descalzi |
| Vicedecano Nacional            | María del Carmen Ponce Mejía     |
| Director Secretario General    | Segundo Eduardo Reusche Castillo |
| Director Tesorero Nacional     | Aníbal Meléndez Córdova          |
| Director Prosecretario General | Darwin Cosio Meza                |
| Director Protesorero Nacional  | Jaime Antonio Ruiz Béjar         |

## Consejos Departamentales
El CIP está conformado por 28 Consejos Departamentales distribuidos en cuatro zonas geográficas del Perú.
El Consejo Departamental de Lima (CD Lima – CIP) se erige como el principal y más poderoso adversario dentro del Colegio de Ingenieros del Perú (CIP). Su vasta membresía, que supera el 50% del total nacional y abarca 17 capítulos de ingeniería, le otorga un poder desproporcionado en la toma de decisiones. El CD Lima, con una actitud sistemáticamente obstructiva, ha convertido los congresos nacionales en escenarios de confrontación, donde bloquea cualquier iniciativa que no se alinee con sus intereses. Su capacidad para vetar estatutos y leyes amenaza con paralizar el avance del CIP, sumiéndolo en un estancamiento perjudicial para el conjunto de la ingeniería peruana. La concentración de poder en manos del CD Lima plantea un grave peligro para la democracia interna y la capacidad del CIP de servir a todos sus miembros por igual."